# Lega Democratica Popolare Finlandese
La Lega Democratica Popolare Finlandese (in finlandese: Suomen Kansan Demokraattinen Liitto - SKDL, in svedese: Demokratiska Förbundet för Finlands Folk - DFFF) è stato un partito politico di orientamento socialista attivo in Finlandia dal 1944 al 1990, quando è confluito, insieme al Partito Comunista Finlandese, nell'Alleanza di Sinistra.

## Risultati elettorali
| Elezioni | Seggi    | Voti    | %      |
| -------- | -------- | ------- | ------ |
| 1945     | 49 / 200 | 398 618 | 23,47% |
| 1948     | 38 / 200 | 375 538 | 19,98% |
| 1951     | 43 / 200 | 391 134 | 21,58% |
| 1954     | 43 / 200 | 433 251 | 21,57% |
| 1958     | 50 / 200 | 450 220 | 23,16% |
| 1962     | 47 / 200 | 506 829 | 22,02% |
| 1966     | 41 / 200 | 502 374 | 21,20% |
| 1970     | 36 / 200 | 420 556 | 16,58% |
| 1972     | 37 / 200 | 438 757 | 17,02% |
| 1975     | 40 / 200 | 519 483 | 18,89% |
| 1979     | 35 / 200 | 518 045 | 17,90% |
| 1983     | 27 / 200 | 400 930 | 13,46% |
| 1987     | 16 / 200 | 270 433 | 9,39%  |

| Controllo di autorità | VIAF (EN) 145096965 · ISNI (EN) 0000 0000 9797 5795 · LCCN (EN) n84059831 |